# Мадекин, Андрей Ильич
Андрей Ильич Мадекин (род. 30 марта 1963, Москва) — российский художник, историк в области искусства, писатель. Член Союза художников России и Московского Союза художников (МСХ), Ассоциации художников декоративных искусств (АХДИ) с 1990 г. Член-корреспондент Российской академии художеств с 2023 г.

## Биография
Андрей Мадекин родился 30 марта 1963 года в Москве. По материнской линии принадлежит к известным родам текстильных предпринимателей Ивановского региона XIX века Дербенёвым и Морокиным.
Учился в Детской художественной школе им. В. А. Серова и Московском Технологическом институте (ныне Российский Государственный университет туризма и сервиса) на факультете декоративно-прикладного искусства по специальности «художник по гобелену и росписи тканей» с 1980 по 1985 года.
В 1990 году вступил в Московский Союз художников.
С 2003 года преподает рисунок и живопись в ПГИ «Со-действие», расположенном в городе Москва.

## Творчество

### Гобелены
Первый гобелен был соткан художником в 1983 году, ещё в студенческие годы. Ранние большие работы, появившиеся на выставках в 1980-е годы, выделялись монументальностью и высоким качеством («Незнакомка». 1987, «Рок». 1988, «Супрематизм или Посвящение Малевичу». 1988).
Одно из направлений, в которых развивается творчество художника начиная с 1989 года — авторские гобелены на библейские сюжеты и темы античной мифологии («Вход в Иерусалим». 1989, «Брак в Кане Галилейской». 1989, «Тайная Вечеря». 1990, «Вирсавия». 1991, «Эдип и Сфинкс».1992, «Похищение Европы». 1993, «Путь волхвов». 2009, «Бегство в Египет». 2011, «Усмирение бури». 2016 и др.).
Другая линия — создание гобеленов, предназначенных для конкретных общественных и жилых интерьеров («Царский выезд на охоту» и «Прием иностранных послов». 2004, «Музыка». 1999, «Зебры». 2000 и др.). В таких работах мастер учитывает назначение и стиль убранства помещения. В зависимости от поставленных задач художник может изменять свой яркий стилизованный стиль на реалистический. Ряд выразительных тканых декоративных пейзажей и натюрмортов украшают частные интерьеры.
Создавая эскизы для гобеленов, Андрей Мадекин сам ткет их на усовершенствованном им станке. К 2016 году мастером создано более 80 гобеленов, из них больше половины имеют размеры более 3 м².
Гобеленам художника свойственно равновесие выразительных деталей и обобщенность композиции в целом. Характерно умение передать приемами ткачества типичные национальные и индивидуальные черты персонажей. В образах людей и животных ясно читаются их характеры, чувства и настроения. Лаконичность трактовки фигур героев и окружающего их пейзажа или интерьера становится предельной в работах 1990-х годов: «Вирсавия», «Гермес», «Вавилонская блудница» и др.
Беря за основу сюжеты Ветхого и Нового Завета, мастер уходит от их канонической разработки, доводя, порой, до сильного гротеска. Повествовательные и одновременно декоративные гобелены всегда наполнены глубоким содержанием и символикой. Ассоциативность, способность увидеть по-своему вечные темы и сюжеты делает творчество Андрея Мадекина значительным, самобытным и актуальным явлением нашего времени.

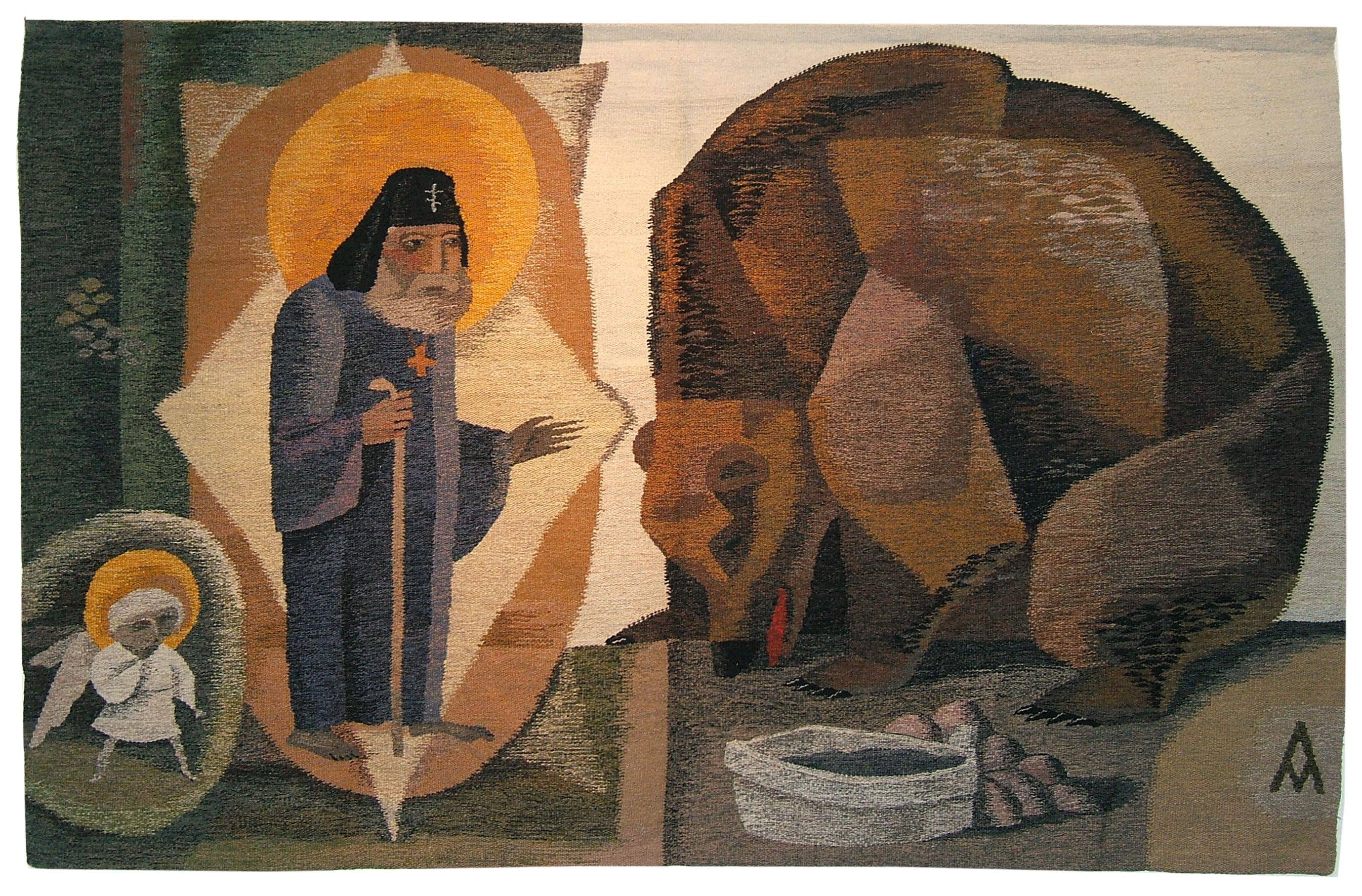
гобелен А. Мадекина «Серафим Саровский и медведь», 130 х 200 см, 1996 г.

### Авторские ковры
С 2004 года А. Мадекин работает в должности главного художника в московском представительстве международной фирмы «Carpets design company» (штаб-квартира в г. Филадельфия, США), специализирующейся на производстве авторских ковров по индивидуальным заказам. За это время им разработаны десятки проектов ворсовых ковров для частных апартаментов, гостиниц и ресторанов.

### Главные выставки
- 1988 — XVIII Молодёжная выставка, Москва, Манеж.
- 1989 — III Международный симпозиум по гобелену в Юрмале, Латвия.
- 1991 — Персональная выставка в г. Сейны, Польша.
- 1992 — Персональная выставка в зале ВООПиК, Москва, Знаменский собор.
- 1993 — II триеннале «Lautrre Europe» в г. Турне, Бельгия.
- 1993 — Персональная выставка в «Iona stichting», в г. Амстердам, Голландия.
- 2004 — XI триеннале в г. Лодзь, Польша.
- 1996 — Персональная выставка в г. Иксан, Республика Корея.
- 2009 — Персональная выставка в культурном центре «Дом», Москва.
- 2011 — I Триеннале в ГМЗ «Царицыно» (персональная экспозиция в зале МОСХ, Москва, Беговая ул)
- 2014 — II Триеннале в ГМЗ «Царицыно»
- 2015 — почетный гость артфестиваля в Palazzo della Racchetta, Феррара, Италия
- 2018 — персональная выставка в Ивановском областном художественном музее, Иваново[6].

### Художественные музеи и собрания
- Министерство Культуры РФ («Вход в Иерусалим», гобелен, 1989 г.).
- Министерство Иностранных Дел РФ, резиденция посла России в Корейской Демократической республике, г. Сеул («Царский выезд на охоту» и «Прием иностранных послов», гобелены, 2004 г.).
- Государственный Музей-заповедник «Царицыно» («Свадьба в Кане Галилейской», гобелен,1989 г., «Тайная вечеря», гобелен, 1990 г.)[7].
- Всероссийский музей декоративно-прикладного и народного искусства (ВМДПиНИ) («Изгнание бесов», гобелен, 2012 г.).
- Художественный фонд МСХ («Посвящение Малевичу», гобелен, 1988 г.).
- Российский Государственный Социальный университет (РГСУ) («Гермес», гобелен,1992 г., «Весна», гобелен,1998 г.).
- Музей Текстиля в г. Лодзь (Польша) («Борьба Иакова с Ангелом», гобелен, 2004 г.).
- Фонд «Пограничье» в г. Сейны (Польша) («Царевич Димитрий», х.м., 1991 г.).
- Фонд Р. Штайнера в г. Амстердам (Голландия) («Вирсавия», х.м., 1990 г.)
- Ивановский областной художественный музей («Эдип и Сфинкс», гобелен, 1992 г., «Несение креста», х.м., 1989 г.)

### Награды
- Серебряная медаль (2005 г.) и Почетные дипломы (2000 и 2019 г.) Российской Академии Художеств.[источник не указан 3822 дня]
- Благодарность Министра культуры Российской Федерации (2015 г.)
- Почетная медаль Союза художников Москвы (2010 г.).[источник не указан 3822 дня]
- Почетная медаль Ассоциации художников декоративных искусств (2013 г.).
- Почетные дипломы (2005, 2011 гг.) Союза художников России.

### Литературная деятельность
Начиная с 1988 года, А. Мадекин публиковал статьи по вопросам искусствоведения. В то же время постоянно работает над систематизацией стилей и направлений изобразительного искусства. Эта работа вылилась в публикацию в 2013 году романа-исследования «Путешествие в искусство Ильи Кукушкина». В 2014 году вышел второй роман «Искусство и искушение». В 2015 году опубликован роман-исследование Андрея Мадекина «Тайна Герберта Аврилакского или что такое искусство?», герои которого, по ходу повествования, приближаются к цели — постижению сути художественного творчества. В приложении к роману публикуется конспект лекций по общей теории искусства (структура, эстетика, социология, феноменология).

### Публикации А. Мадекина
- Мадекин, А. Выставка молодых художников // Искусство. — 1989. — № 3. — С.14.
- Мадекин, А., Суровцев В. Симпозиум в Дзинтари // Московский художник. — 1990. — № 28 (1336).
- Мадекин, А. Будем объективны // Московский художник. — 1991. — № 25 (1363).
- Мадекин, А. De hoopvolle apocalypse van Andrej Madekin // Jonas. — Амстердам, Голландия, 1993. — № 4. — С. 22—25.
- Мадекин, А. Липы Рериха в долине Кулу // Вокруг света. — 1993. — № 10. — С. 18—20.
- Регельсон, Л., Мадекин, А. Образы апокалипсиса // Наука и религия. — 1993. — № 5, 6, 7, 8; 1994. — № 2 (3-я с. обл.).
- Мадекин, А. Три эпохи русского возрождения // Русское обозрение. — Geneva, Switzerland. 1995. — № 1.
- Мадекин, А. Икона на святой Руси // Русское обозрение. — Geneva, Switzerland. 1995. — № 2.
- Мадекин, А. «Путешествие в искусство Ильи Кукушкина». М., 2013. — С. 360. — [ISBN 978-5-9904588-1-9].
- Мадекин, А. «Путешествие в искусство Ильи Кукушкина». Фрагменты..
- Мадекин, А. «Искусство и искушение». М., 2014. — С. 286. — [ISBN 978-5-9904588-2-6].
- Мадекин, А. Тайна Герберта Аврилакского или что такое искусство? М., 2015. — С. 388. — [ISBN 978-5-9904588-3-3].
- Мадекин, А. Тайна Максимилиана Волошина или что такое искусство? М., 2017. — С. 384. ISBN 978-5-9904588-4-0

### О творчестве А. Мадекина
- Чубакова, Т., Голубев, А. Фильм Московские могикане // ЦСДФ — 1991..
- Вашко, А. Первые шаги // Юный художник. — 1991. — № 1. — С. 45.
- Творчество.: журнал. — 1991. — № 2. С. 28.
- Шмакова, А. Московский гобелен // Юный художник. — 1991. — № 11. — С. 43.
- Наука и религия. — 1992. — № 2. (2-я с. обл.).
- Морокин, Ф. В исихастской традиции // Московский художник. — 1992. — № 11 (1395).
- Декоративное искусство. — 1990. — № 8. — С. 6; 1993. — № 2—3; 1994. — № 1 —12. — С. 94—95.
- Крамаренко, Л. «Черный объект» с хрустальным звоном // Культура. — 2005. — № 40.
- Сагателов, Ю. Симфония гобеленов // Юный художник. — 2008. — № 8. — С. 20.
- Дворкина, И. Тканые фрески. Евангелие от Андрея // Деко. — 2010. — № 3 (42). — С. 10 —13.
- Дворкина, И. В текстильных лабиринтах или Снова вместе // Деко. — 2011. — № 5 (50). — С. 36.
- Дворкина И. Ручное ткачество. Практика. История. Современность: в 6 т. — М.: Северный паломник, 2018. — Т. 3. — с. 197—198. — ISBN 978-5-94431-373-7.
- Фролов, Н. Гроссмейстер ковра и гобелена // Призыв (Владимирская областная общ.-пол. газета). — 2011. — 17.08..
- Пресс-служба МОСХ. Искусство гобелена на Беговой // Московский художник. — 2011. — № 9 —10.
- Кокорева, А. В Мещанском районе состоялась презентация новой книги известного художника Андрея Мадекина // Мещанская слобода. — 2013. — № 11 (322).
- Кулаков, Е. Передача Пряничный домик. Гобелен // ТВ-канал «Культура» — 2013..
- Альбом Восстановленная традиция. К 100-летию Иваново-Вознесенской губернии // Иваново, А-Агриф, 2018. — ISBN 978-5-900994-86-4.